# Legião Paraguaia

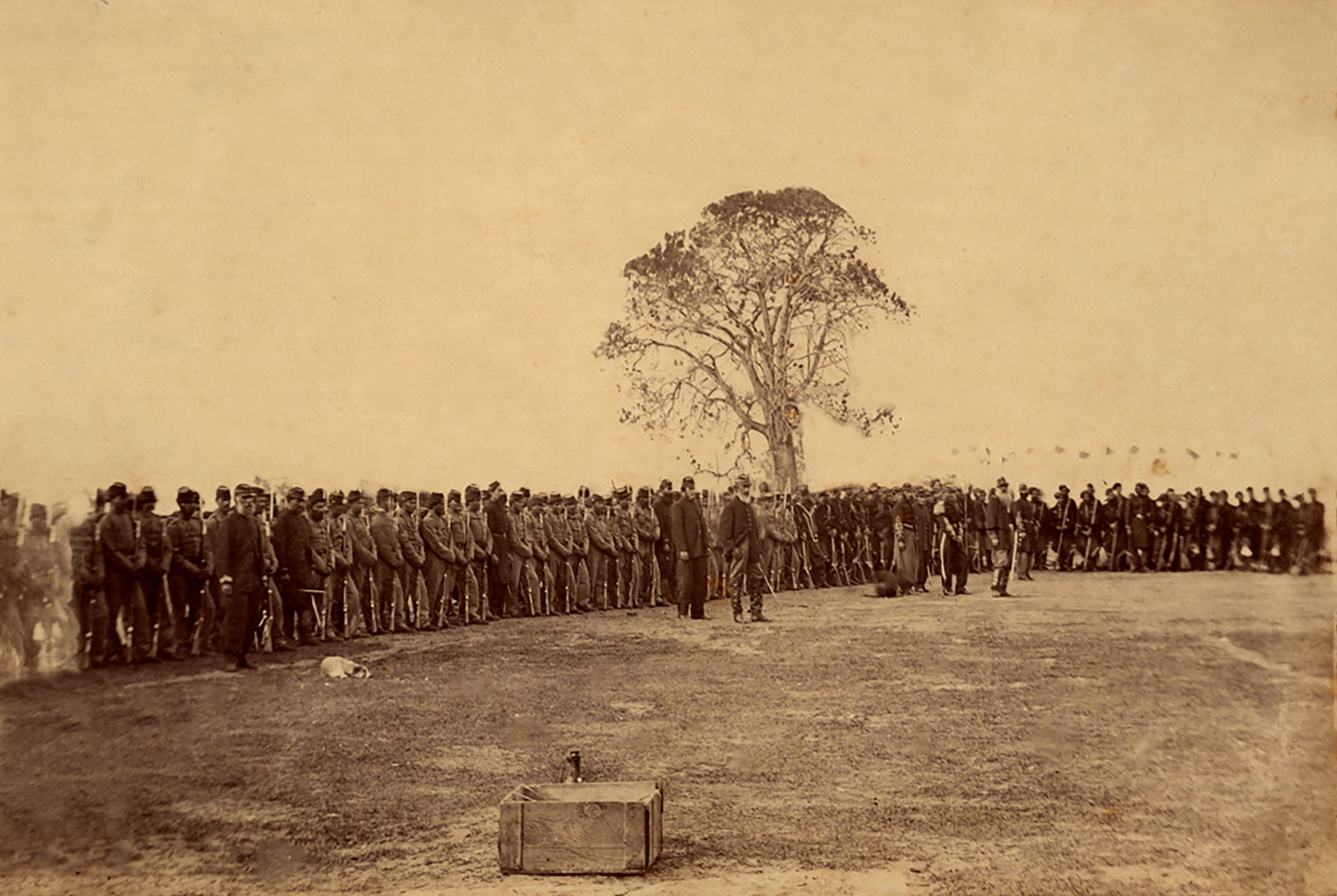
A legião em 1866

A Legião Paraguaia (em castelhano:  Legión Paraguaya), foi uma unidade militar liderada pelo coronel Juan Francisco Decoud e Fernando Iturburu que foi formada na Argentina durante a Guerra do Paraguai e consistia principalmente de exilados paraguaios e opositores do regime de Francisco Solano López. Devido à desconfiança entre os aliados Argentina e Brasil, a Legião nunca se desenvolveu em uma unidade de combate forte, pois os brasileiros desconfiavam dessa unidade por ser uma criação da Argentina. Eles começaram a lutar apenas em março de 1869 sob bandeira paraguaia, e que causou certo incomodo no comando militar brasileiro. Os legionários dominaram o cenário político paraguaio durante o período liberal dos primeiros anos do pós-guerra. O primeiro governo provisório, o Triunvirato de 1869, incluiu dois Legionários: José Díaz de Bedoya e Carlos Loizaga. Politicamente, os legionários rapidamente se dividiram na facção Decoud e na facção Bareiro. A facção Decoud esteve envolvida na formação do Partido Liberal em 1887. Os ex-apoiadores e nacionalistas de López que em 1887 estabeleceram o Partido Colorado, usaram isso para retratar os liberais como traidores, apesar do fato de que muitos signatários do manifesto de fundação do Colorado de 1887 também eram ex-legionários.